# Rammschutz

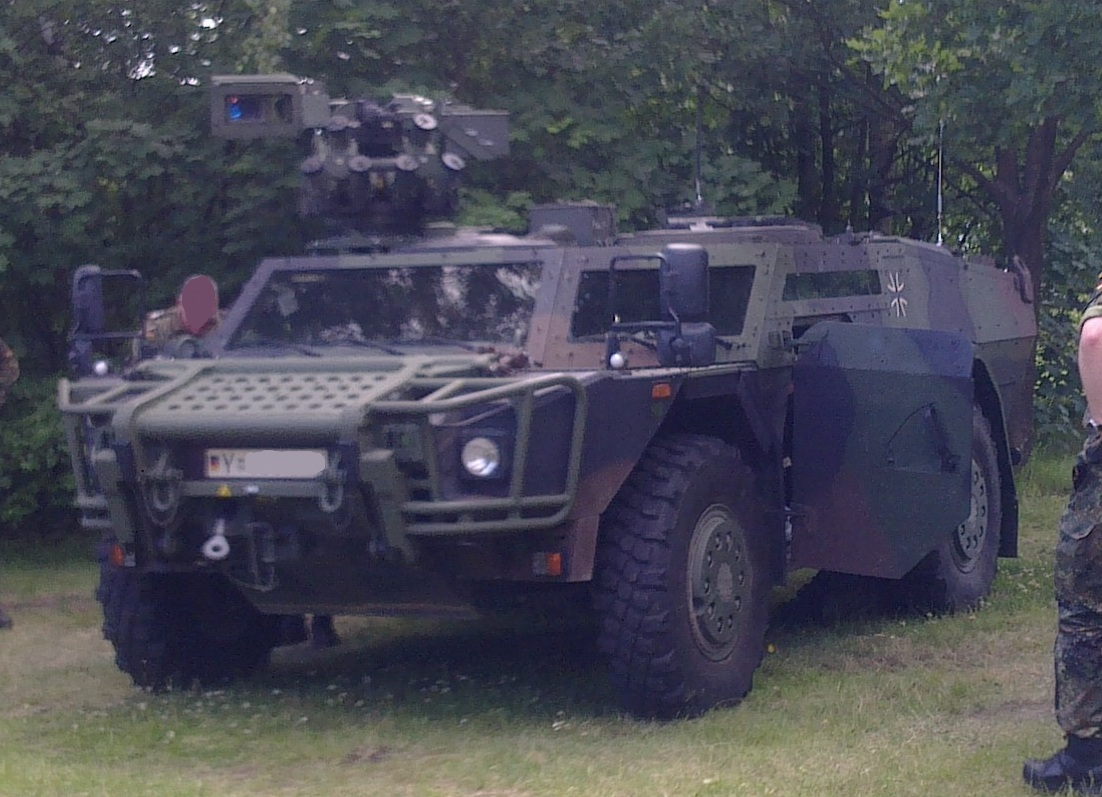
Militärfahrzeug mit Frontschutzbügel

Rammschutz ist ein relevantes Sicherheitsmerkmal im Bereich der Logistik. Es gibt Rammschutz als Rammschutzprofil und als Rammpuffer.

## Rammschutzprofil
Ein Rammschutzprofil ist ein Profil, das vorwiegend aus Kunststoff, Gummi oder Stahl gefertigt ist. Dieses wird beispielsweise seitlich oder hinten horizontal am Bodenrahmenprofil des Aufbaus eines LKWs angebracht. Dadurch werden das Bodenrahmenprofil des LKWs sowie eventuell vorhandenen Scharniere beim Be- und Entladen vor Berührungen mit einem Flurförderfahrzeug oder mit der Laderampe geschützt.

## Rammpuffer

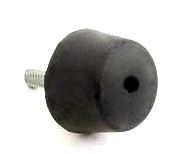
Rammpuffer

Rammpuffer gibt es in verschiedenen Varianten, zum Beispiel als fester „Klotz“ oder als Rollrammpuffer. Diese werden vorwiegend links und rechts unterhalb der Heckportaltüren eines Fahrzeuges, Anhängers oder Aufliegers sowie an Laderampen montiert. Der Rammschutzpuffer dient als Schutz für die Rampe beim rückwärts Andocken und als Schutz für das Heck des Fahrzeuges. Ferner soll der Rammpuffer beim Be- oder Entladen die durch Last entstehende vertikale Reibung (Übergang Gebäude an das gefederte Fahrzeug) zwischen dem Heck des Fahrzeuges und der Rampe aufnehmen.